# Lulu Gainsbourg
Lucien „Lulu“ Gainsbourg (geboren am 6. Januar 1986 in Paris), dessen Künstlername Lulu Gainsbourg lautet, ist ein französischer Musiker und Schauspieler.

## Leben und Wirken
Gainsbourg kam als Kind des französischen Künstlerpaars Serge Gainsbourg und Caroline Paulus im 16. Arrondissement von Paris zu Welt. Charlotte Gainsbourg aus der Beziehung seines Vaters mit Jane Birkin ist eine seiner Halbgeschwister. Serge Gainsbourg, der den Jungen Lulu nannte, starb im März 1991.
Im März 1988 holte ihn sein Vater im Zénith Paris erstmals auf eine Konzertbühne. Mit fünf Jahren begann Lulu, Klavier zu spielen; mit acht trat er in ein Konservatorium ein, wo er unter der Anleitung von Annick Chartreux Piano und Solfège studierte. In der weiterführenden Schule spielte er vier Jahre lang im Orchester und Chor. Im Alter von fünfzehn Jahren nahm er im Duo mit seiner Mutter das Lied Ne dis rien, das Serge Gainsbourg komponiert hatte, auf und spielte neben ehemaligen Begleitmusikern seines Vaters zudem Klavier.
2002 hatte Lulu eine Rolle als Schauspieler im Film La Bande du drugstore, mit achtzehn Jahren erhielt er das Abschlusszeugnis der Études de musique en France. Im Jahr 2006 zog er vorübergehend nach London, um sein Englisch zu verbessern. In der Pariser Salle Pleyel nahm er 2007 an einer musikalischen Veranstaltung zu Ehren seines Vaters teil und spielte Ludwig van Beethovens Klaviersonate Nr. 14. Im Herbst jenes Jahres wurde er im Berklee College of Music in Boston aufgenommen. Er komponierte für Marc Lavoine das Lied Quand je suis seul, das jener 2009 veröffentlichte.
Im Rahmen einer Hommage an Serge Gainsbourg spielte er im Juli 2010 in Tel Aviv auf dem Klavier Le Sable et le Soldat, ein bis dato unveröffentlichtes Stück seines Vaters. Einen Monat später gab er in Angoulême erstmals ein eigenes Konzert. Sein erstes Album From Gainsbourg to Lulu mit Liedern Serge Gainsbourgs erschien im November 2011, Duettpartner waren Scarlett Johansson, Matthieu Chedid und Mélanie Thierry. Danach folgten die Alben Lady Luck (2015), T’es qui là? (2017) und Replay (2021).